# سوارکاری در المپیک تابستانی ۱۹۲۰
سوارکاری در بازی‌های المپیک تابستانی ۱۹۲۰ نام رویداد ورزش سوارکاری در بازی‌های المپیک تابستانی بود که در سال ۱۹۲۰ برگزار شد.

## کشورهای شرکت کننده
در این مسابقات ۷۲ ورزشکار از ۸ کشور به رقابت با یک دیگر پرداختند.
- بلژیک (۱۸)
- فنلاند (۱)
- فرانسه (۲۴)
- ایتالیا (۱۰)
- هلند (۱)
- نروژ (۵)
- سوئد (۲۲)
- ایالات متحده آمریکا (۸)

## جدول مدال‌ها
| رتبه | کشور          | طلا | نقره | برنز | مجموع |
| ۱    | سوئد (SWE)    | ۴   | ۲    | ۳    | ۹     |
| ۲    | بلژیک (BEL)   | ۲   | ۱    | ۲    | ۵     |
| ۳    | ایتالیا (ITA) | ۱   | ۲    | ۲    | ۵     |
| ۴    | فرانسه (FRA)  | ۰   | ۲    | ۰    | ۲     |